# FC Sibir Novosibirsk
FC Sibir Novosibirsk (rusă ФК «Сибирь» Новосибирск) este un club de fotbal rus din Novosibirsk. Echipa își joacă meciurile de acasă pe Stadionul Spartak. Ca rezultat a retrogradării lor din Prima Ligă Rusă în 2010, FC Sibir evoluează în prezent în Russian First Division.

## Istoric
Clubul a fost fondat în 1936, și de-a lungul timpul a purtat următoarele denumiri:
- Burevestnik (Rândunica) între 1936-1937
- Krîlia Sovetov (Aripile Sovietelor) între 1938-1956
- Sibselmaș (Mașinării Agricole Siberiene) între 1957-1965
- SETM (Siberian Electrical Heavy Engineering) în 1970
- Dzerjineț (după Felix Dzerzhinsky) în 1971
- Cikaloveț (după Valeri Cikalov) între 1972-1991 și 1993-1999
- Cikaloveț-FoKuMiS în 1992
- Cikaloveț-1936 între 2000-2005
- Sibir (Siberia) din 2006

## Lotul actual
La 23 august 2013, conform Official FNL website[nefuncțională – arhivă]
.
| Nr. |                   | Poziție | Jucător            |
| --- | ----------------- | ------- | ------------------ |
| 1   | Rusia             | P       | Ilya Trunin        |
| 2   | Rusia             | F       | Artyom Samsonov    |
| 4   | Cehia             | F       | Tomáš Vychodil     |
| 5   | Republica Moldova | F       | Victor Golovatenco |
| 7   | Rusia             | A       | Roman Belyayev     |
| 8   | Rusia             | M       | Vladislav Ryzhkov  |
| 9   | Rusia             | A       | Maksim Zhitnev     |
| 10  | Rusia             | A       | Aleksei Bazanov    |
| 11  | Rusia             | M       | Aleksei Yedunov    |
| 16  | Rusia             | P       | Yevgeni Malofeyev  |
| 17  | Rusia             | F       | Denis Bukhryakov   |
| 18  | Rusia             | A       | Artyom Dudolev     |
| 19  | Rusia             | M       | Vladimir Azarov    |

| Nr. |          | Poziție | Jucător             |
| --- | -------- | ------- | ------------------- |
| 20  | Croația  | M       | Mario Brkljača      |
| 24  | Rusia    | F       | Igor Klimov         |
| 27  | Polonia  | M       | Patryk Kubicki      |
| 29  | Rusia    | M       | Artyom Kabanov      |
| 31  | Rusia    | P       | Yevgeni Puzin       |
| 32  | Rusia    | M       | Denis Skorokhodov   |
| 52  | Rusia    | M       | Yevgeni Zinovyev    |
| 55  | Rusia    | F       | Aleksei Gladyshev   |
| 68  | Rusia    | F       | Vitali Zaprudskikh  |
| 85  | Brazilia | M       | Nivaldo             |
| 93  | Rusia    | F       | Vyacheslav Shishkin |
| 99  | Armenia  | A       | Mikhail Markosov    |

## Jucători notabili
| Rusia - Dmitri Akimov - Albert Borzenkov - Aleksei Medvedev - Valeri Cijov - Denis Laktionov - Nikolai Olenikov Fosta URSS - Gennadi Blizniuk | - Egor Filipenko - Dmitry Molosh - Konstantīns Igošins - Arūnas Klimavičius - Mantas Savėnas - Serghei Cleșcenco - Cebotaru Eugeniu - Victor Golovatenco - Чеботару Евгений - {flagicon\|MDA}} [Ion Testemițanu]] Maxim Levitski - Vagiz Galiullin | - Nikolai Serghienko Europa - Bartłomiej Grzelak - Wojciech Kowalewski - Goran Stankovski - Veliče Šumulikoski |

## Legături externe
- Official website ru

Format:Russian National Football League